# Nephelin
Nephelin, còn gọi là  nephelit (từ tiếng Hy Lạp: νέφος, "đám mây"), là một khoáng vật nhôm silicat chưa bão hòa, thuộc nhóm feldspathoid, Na3KAl4Si4O16, xuất hiện ở trong đá xâm nhập và phun trào với hàm lượng silic thấp, và liên hợp với pegmatit. Nephelin thỉnh thưởng được tìm thấy trong mica schist và gneiss.

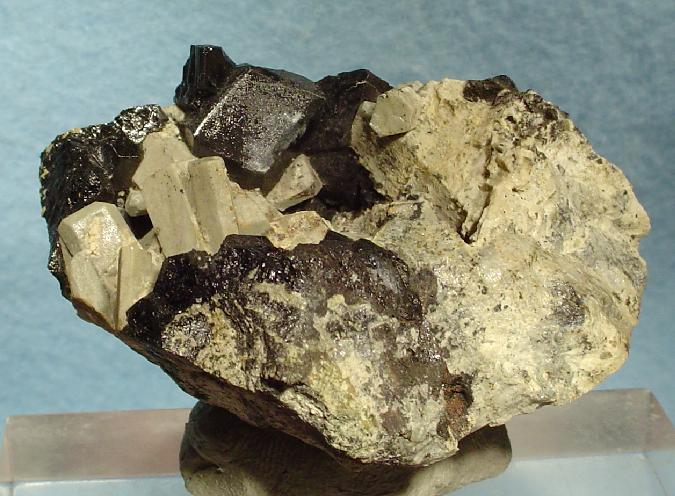
Tinh thể nephelin màu trắng – xám với schorlomit sẫm từ Bou-Agrao Mt., Tamazeght complex, High Atlas Mts, Morocco (kích cỡ: 6.0 x 4.4 x 3.8 cm)

Tinh thể Nepheline hiếm và thuộc về hệ sáu phương, thường có dạng lăng trụ ngắn, sáu mặt giới hạn bởi một mặt phẳng cơ sở. Nó thường được tìm thấy ở hỗn hợp hạt, nén, và có màu trắng, vàng, xám, xanh hoặc đỏ (trong eleolit). Độ cứng là 5.5 – 6, và tỉ trọng là 2.56 – 2.66. Tinh thể thường trong mờ với ánh mỡ.
Chiết suất thấp và khúc xạ kép yếu của nephelin tương tự với thạch anh; nhưng vì dấu của khúc xạ kép của nephelin là âm, trong khi thạch anh là dương, nên hai khoáng vật có thể dễ dàng phân biệt dưới kính hiển vi. Một tính chất quan trọng để xác định nephelin là nó bị phân hủy bởi axit clohydric, phân tách với gelatin silica (mà có thể dễ dàng bị biến màu bởi các chất màu) và các khối halit. Vì lý do này, một tinh thể nephelin trong suốt có thể bị mờ khi nhúng trong axit.
Mặc dù natri và kali luôn luôn tồn tại trong nephelin tự nhiên với tỉ lệ phân tử (3:1), các tinh thể nhân tạo có công thức NaAlSiO4; hợp chất kali tương ứng, KAISiO4, còn gọi là khoáng vật kaliophilite, có thể được điều chế nhân tạo. Điều đó cho thấy công thức orthosilicat, (Na,K)AlSiO4, biểu thị công thức đúng của nephelin.
Khoáng vật này có khả năng thay thế lón, và trong phòng thí nghiệm rất nhiều các sản phẩm thay thế của nephelin đã được chế tạo. Trong tự nhiên nó thường chuyển thành zeolit (đặc biệt là natrolit), sodalit, kaolin, hoặc muscovit nén. Gieseckit và liebenerit là các khoáng vật dạng giả.
Hai dạng của nephelin được phân biệt, khác nhau bởi dáng bên ngoài và cách thức xuất hiện, tương tự như phân biệt sanidin và orthocla. Nephelin thủy tinh có dạng tinh thể nhỏ, không màu, trong suốt và hạt với ánh thủy tinh. Tinh thể tốt nhất xuất hiện với mica, sanidin, granat... trong các khoảng trống của các khối phun trào từ Monte Somma, Vesuvius. Dạng khác, được biết đến bởi tên elaeolit, xuất hiện ở dạng tinh thể lớn, ráp, hoặc thường xuyên hơn như là những khối không theo quy luật, có ánh mỡ và không trong suốt, hoặc tối đa là trong mờ, với màu đỏ, xanh lá, nâu hoặc xám. Nó tạo nên thành phần quan trọng của  đá xâm nhập alkan của chuối nephelin – syenit, dạng điển hình ở nam Na Uy.
Màu sắc và ánh mỡ của elaeolit (tên được đặt bởi  M. H. Klaproth 1809, từ tiếng Hy Lạp cho dầu và đá; tiếng Đức Fettstein) bởi vì sự xuất hiện của rất nhiều các khoáng vật khác ở kích cỡ hiển vi, có thể là augit hoặc hornblend. Các khoáng vật  này có tác dụng làm tinh thể óng ánh nhiều màu như hiệu ứng mắt mèo và ximophan, với elaeolit màu xanh lá và đỏ có một dải sáng riêng biệt đôi khi được cắt thành đá quý với một mặt phẳng lồi.

## Tham chiếu
1. ↑  "Nepheline Mineral Data". Truy cập ngày 9 tháng 10 năm 2015.
2. ↑  "Nepheline: Nepheline mineral information and data". Truy cập ngày 9 tháng 10 năm 2015.
3. ↑  http://rruff.geo.arizona.edu/doclib/hom/nepheline.pdf Handbook of Mineralogy